# Jonathan Rodríguez
Jonathan Javier Rodríguez Portillo (Florida, 6 juli 1993) is een Uruguayaans voetballer die doorgaans als aanvaller speelt. Na Peñarol, Benfica en Santos Laguna kwam hij in 2019 bij Cruz Azul. Rodríguez debuteerde in 2014 in het Uruguayaans voetbalelftal.

## Clubcarrière
Rodríguez is afkomstig uit de jeugdopleiding van Peñarol. Hiervoor debuteerde hij op 17 juli 2013 in de Uruguayaanse Primera División, tegen River Plate. Zijn eerste competitiedoelpunt volgde op 3 november 2014, tegen CS Miramar Misiones. In zijn eerste seizoen maakte hij elf doelpunten in zevenentwintig wedstrijden voor Peñarol.
Peñarol verhuurde Rodríguez in januari 2015 voor anderhalf jaar aan Benfica, dat ook een optie tot koop bedong. Hiervoor debuteerde hij op 11 april 2015 in de Primeira Liga, tegen Académica Coimbra (5–1 winst). Benfica werkte in augustus 2015 mee aan een doorverhuur tot medio 2016 aan Deportivo La Coruña, de nummer zestien van de Primera División in het voorgaande seizoen. In 2016 emigreerde Rodríguez naar Mexico, waar hij voor Santos Laguna uitkwam voor hij in 2019 naar Cruz Azul overstapte.

## Interlandcarrière
Op 10 oktober 2014 maakte Rodríguez in het Uruguayaans voetbalelftal zijn debuut in de vriendschappelijke interland tegen Saoedi-Arabië. Drie dagen later maakte hij zijn eerste interlanddoelpunt in de oefenwedstrijd tegen Oman.
| Interlands van Jonathan Rodríguez voor Uruguay | Interlands van Jonathan Rodríguez voor Uruguay | Interlands van Jonathan Rodríguez voor Uruguay | Interlands van Jonathan Rodríguez voor Uruguay | Interlands van Jonathan Rodríguez voor Uruguay | Interlands van Jonathan Rodríguez voor Uruguay | Interlands van Jonathan Rodríguez voor Uruguay |
| №                                              | Datum                                          | Wedstrijd                                      | Uitslag                                        | Soort wedstrijd                                | Doelpunten                                     | Assists                                        |
| Als speler bij CA Peñarol                      | Als speler bij CA Peñarol                      | Als speler bij CA Peñarol                      | Als speler bij CA Peñarol                      | Als speler bij CA Peñarol                      | Als speler bij CA Peñarol                      | Als speler bij CA Peñarol                      |
| ---------------------------------------------- | ---------------------------------------------- | ---------------------------------------------- | ---------------------------------------------- | ---------------------------------------------- | ---------------------------------------------- | ---------------------------------------------- |
| 1.                                             | 10 oktober 2014                                | Saoedi-Arabië – Uruguay                        | 1 – 1                                          | Vriendschappelijk                              | 0                                              | 0                                              |
| 2.                                             | 13 oktober 2014                                | Oman – Uruguay                                 | 0 – 3                                          | Vriendschappelijk                              | 1                                              | 0                                              |
| 3.                                             | 13 november 2014                               | Uruguay – Costa Rica                           | 3 – 3                                          | Vriendschappelijk                              | 0                                              | 0                                              |
| 4.                                             | 19 november 2014                               | Chili – Uruguay                                | 1 – 2                                          | Vriendschappelijk                              | 0                                              | 0                                              |
| 5.                                             | 28 maart 2015                                  | Marokko – Uruguay                              | 0 – 1                                          | Vriendschappelijk                              | 0                                              | 0                                              |

Bijgewerkt op 15 april 2015.

## Erelijst
| Kampioen Primeira Liga | 1x | 2014/15 |